# Palmtop

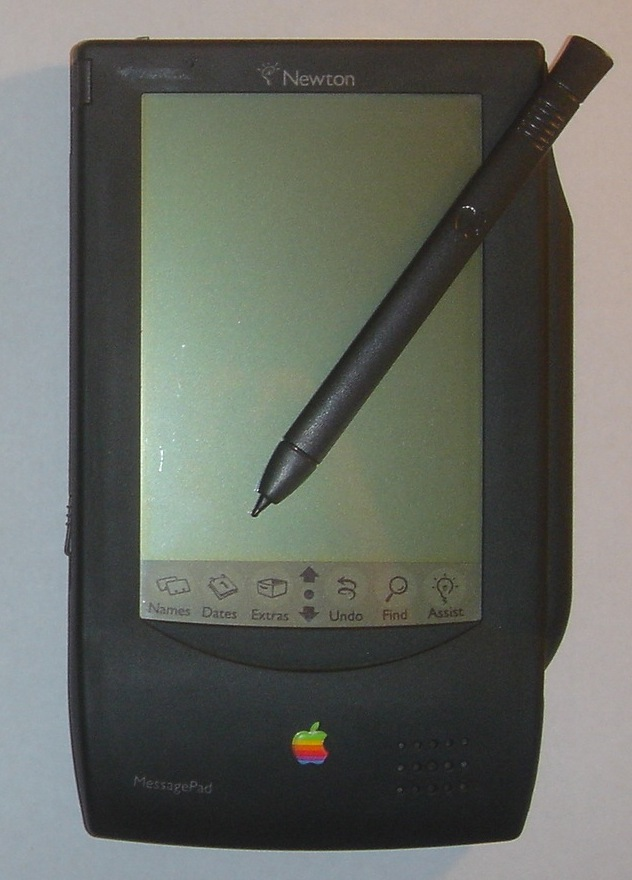
Palmtop Apple Newton Messagepad 100

Palmtop (komputer podręczny, ang. personal digital assistant, PDA) – zminiaturyzowany komputer mieszczący się w dłoni lub kieszeni. Wyposażony w miniaturową klawiaturę fizyczną, albo wyświetlaną na ekranie lub w oprogramowanie do rozpoznawania pisma ręcznego.
We wczesnych latach XXI wieku palmtopy stopniowo zostały prawie całkowicie wyparte przez smartfony, które oferowały podobne funkcje (iPhone od 2007 roku, Android od 2008 roku).

## Funkcje
Palmtopy mają wiele funkcji, między innymi kalendarz, terminarz, kalkulator, notatnik (także notatki odręczne), książkę adresową; ponadto umożliwiają czytanie e-booków, przechowywanie i przeglądanie zdjęć oraz filmów, edycję tekstów, współpracę z urządzeniami GPS, odtwarzanie muzyki, obsługę Internetu (WWW, e-mail, komunikatory internetowe, telnet, SSH). Niektóre z nich posiadają wbudowany moduł GSM, dyktafon, cyfrowy aparat fotograficzny oraz kamerę.
Łączność z innymi urządzeniami zapewniają palmtopom: porty podczerwieni (IrDA), Bluetooth oraz Wi-Fi. Do synchronizacji z komputerem stacjonarnym (celem zabezpieczenia przed utratą danych) oraz do instalowania programów, najczęściej wykorzystywane jest łącze szeregowe (np. USB) lub Bluetooth.
Najpopularniejsze palmtopy to urządzenia pracujące pod kontrolą systemów operacyjnych Windows Mobile (zwane Pocket PC), Palm OS i Nokia Internet Tablet OS. Można też spotkać MDA (mobile digital assistant).
Do zastosowań profesjonalnych produkowany jest sprzęt o zwiększonej odporności mechanicznej (jednym ze standardowych testów jest swobodny upadek z wysokości 1,5/1,8 m na betonowe podłoże). Są to urządzenia droższe, ale ich całkowity koszt eksploatacji (TCO) jest porównywalny ze sprzętem „domowym”. Dodatkowo producenci sprzętu profesjonalnego oferują pakiety serwisowe gwarantujące szybką naprawę (często wymianę na podstawie telefonicznego zgłoszenia awarii), a nawet wymianę urządzenia uszkodzonego mechanicznie.

## Historia palmtopa

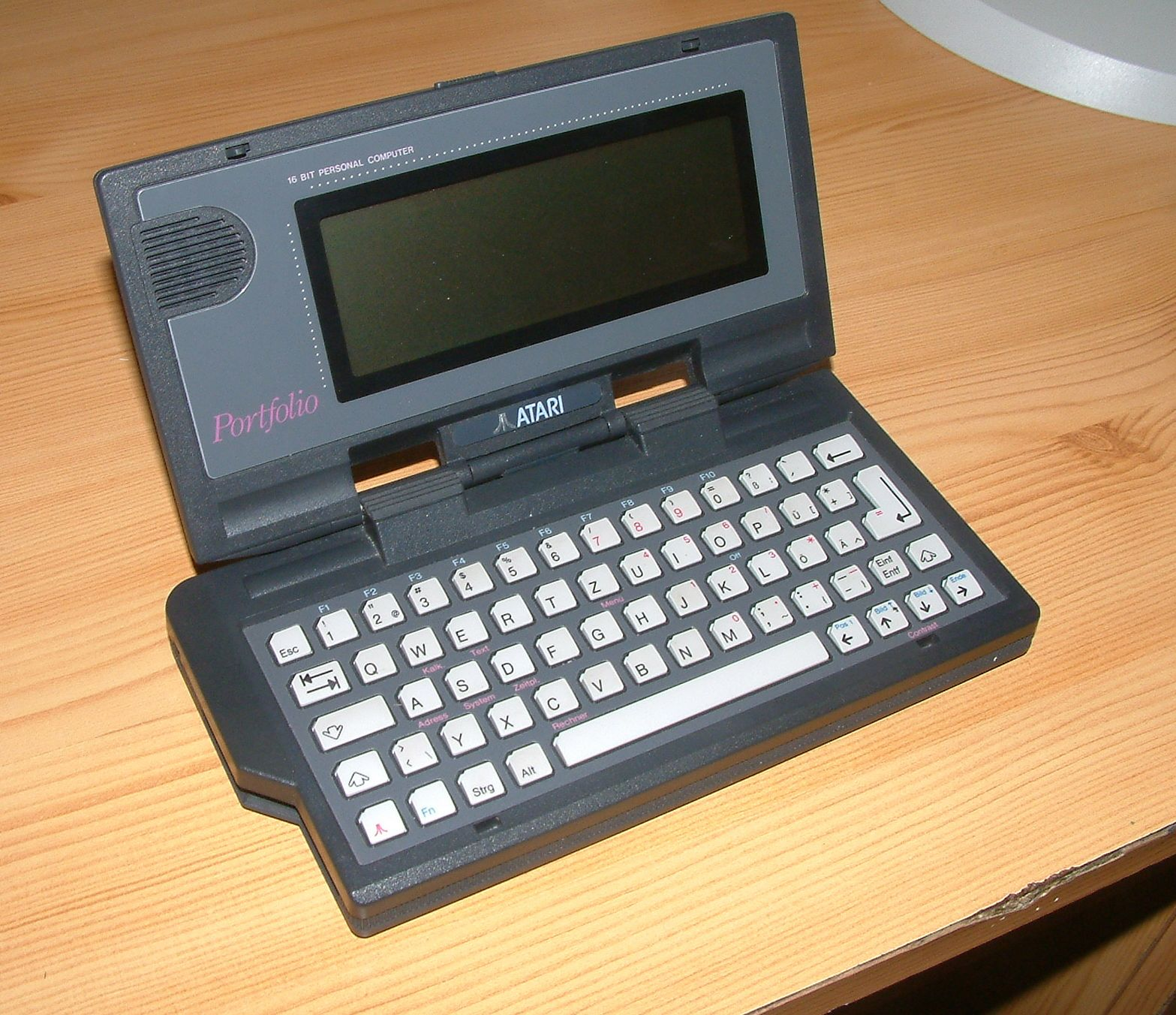
Atari Portfolio

Pierwszym urządzeniem mogącym przypominać palmtopy był Psion Organizer, który powstał w 1984 r. Wyglądem i funkcjonalnością przypominał rozbudowany kalkulator. W 1989 r. powstały dwa urządzenia: Atari Portfolio oraz Poqet PC (niemający nic wspólnego z urządzeniami Pocket PC pracującymi pod kontrolą systemu Windows Mobile).
Portfolio był rozmiarów kasety wideo. Posiadał 63 klawisze oraz ekran o rozdzielczości 240x60 pikseli, co dawało w trybie tekstowym 40x8 znaków tekstu. Pracował pod systemem DIP-DOS 2.11. Posiadał procesor 80C88 pracujący z częstotliwością 4,91 MHz. Miał 128 KB pamięci RAM rozszerzalnej do 1 MB oraz 256 KB ROM, na której znajdowały się: edytor tekstów, arkusz kalkulacyjny, alarm, schowek na dane, książka adresowa.
Bardziej zaawansowanym palmtopem w porównaniu do Atari Portfolio był Poqet PC, który miał prawie 2 razy szybszy procesor, 640 KB pamięci i ekran o rozdzielczości 640x200 pikseli. Pracował pod DOS-em w wersji 3.3. Dzięki złączu PCMCIA możliwe było rozszerzenie pamięci oraz podłączenie modemu czy karty sieciowej. Zarówno Atari Portfolio, jak i Poqet PC był kompatybilny z IBM PC.
W 1991 Hewlett-Packard (HP) wydało model 95LX. Rozdzielczość ekranu to 128x240, a liczba znaków to 16x40. Mimo upływu lat procesor był słabszy od Poqet PC. Był taktowany z częstotliwością 5.37 MHz. Dane standardowo były przechowywane w 512 Kb, lecz było możliwe dołączanie kart rozszerzających o pojemnościach 1 MB, 2 MB, a nawet na 4 MB. Takie rozwiązanie nie było zbyt dobre, ponieważ po odłączeniu kart zawartość na nich była kasowana. HP95 LX posiadał port podczerwieni, dzięki czemu mógł pracować jako pilot do telewizora.
W tym samym roku Psion wydał palmtop z serii 3. Sercem był procesor Nec V30 4.7 MHz, co nie było rewolucyjnym rozwiązaniem. Zasilały go dwie baterie AAA lub bateria litowa. Rozdzielczość ekranu to 240x80. Bardzo ważnym rozwiązaniem było zainstalowanie systemu EPOC, który wyewoluował w Symbiana, stosowanego w telefonach komórkowych.
W roku 1993 Apple wydało palmtop o nazwie Newton Original MessagePad (OMP), a następnie Message Pad 100. Cechował go szybki jak na tamte czasy procesor ARM 610 o częstotliwości taktowania 20 MHz. Posiadał 4 MB pamięci ROM oraz 640 KB RAM. Urządzenie posiadało port PCMCIA. W przeciwieństwie do innych urządzeń tego typu nie posiadał klawiatury. Tekst pisało się na ekranie, a następnie program rozpoznający tekst wprowadzał go do pamięci. MessagePad M100 rozpoznawał tylko słowa w języku angielskim. Słownik mieścił 13000 słów, a użytkownik mógł dodać jeszcze 1000 własnych. Aplikacje wybierało się klikając na ikonę. Urządzenie było wyposażone w port podczerwieni oraz port szeregowy, co umożliwiało komunikację z komputerami kompatybilnymi z IBM PC. W tym samym roku pierwsze polskie firmy z branży FCMG zaczęły korzystać z urządzeń mobilnych do wspomagania prowadzenia sprzedaży – na przykład przy pomocy terminala Symbol PDT3300 (ekran znakowy, system operacyjny DR-DOS).
Rok 1996 przyniósł PalmPilota 1000 wyprodukowanego przez firmę US Robotics. Wyposażony był w procesor M68000 firmy Motorola z częstotliwością taktowania zaledwie 16 MHz. Ten palmtop posiadał 128 KB pamięci RAM i wyświetlacz o rozdzielczości 160x160, co też nie było imponujące. Pracował pod systemem Palm OS 1.0. To oprogramowanie było bardzo funkcjonalne.
Odpowiednikiem Palm OS napisanym przez Microsoft był Windows CE. Prace nad tym systemem zapoczątkowano w roku 1992, jednak urządzenia nie były w stanie zapewnić płynnej pracy programów. Postanowiono prace nad projektem powierzyć grupie Pegasus co zaowocowało w roku 1996 podpisaniem przez firmy Casio, HP, LG, NEC i Philips umowy, która umożliwiała zastosowanie systemu Windows CE w palmtopach tych przedsiębiorstw.
W roku 1997 jako jeden z pierwszych z systemem Microsoftu powstał komputer naręczny firmy HP o symbolu 300LX. Napędzał go procesor SH3 44 MHz. Posiadał on 2MB RAM i 5 MB ROM, który był uaktualniany. Urządzenie posiadało wyświetlacz o rozdzielczości 640x240, dotykowy ekran klawiaturę i głośnik. Oprogramowanie zawierało takie aplikacje jak: Pocket Word, Pocket Excel, Pocket Inbox, Pocket Internet Explorer.
W roku 1999 HP wypuściło na rynek model Jornada 420. Ten palmtop posiadał kolorowy wyświetlacz.

## Producenci
Główni producenci sprzętu dla systemu Microsoft Windows Mobile (w kolejności alfabetycznej):
- Acer
- ASUS
- Blaupunkt
- BlackBerry
- Compaq
- Dell
- ETEN
- Fujitsu Siemens Computers
- Hewlett-Packard
- HTC
- Intermec (sprzęt profesjonalny)
- Motorola (d. Symbol – sprzęt profesjonalny)
- Mitac MIO
- Nokia
- Samsung
- TomTom

Główni producenci sprzętu dla systemu Palm OS:
- Palm, Inc.(inne języki) (dawniej przejściowo zwany „palmOne”)
- Sony – urządzenia Sony Clié
- Handspring(inne języki) – do 2004 r. (wchłonięty przez palmOne)
- Tapwave